# Križari (folklor)
Križari je naziv za hrvatski folklorni ophod o blagdanu Spasovo; naziva se i križarice i križi; raširen u Slavoniji, Srijemu i Dalmaciji.
Sastoji se od skupine djevojčica i dječaka koji nose cvijećem okićen križ, pjevaju obredne pjesme i skupljaju darove. Smatra se zaostatkom ranijih pastirskih svetkovina, ali i negdašnjih procesija uz proslavu Uzašašća, koje je Katolička Crkva s vremenom napustila.